# District de Hồng Bàng
Hồng Bàng est un district urbain (quận) de Haïphong dans le delta du fleuve Rouge au Viêt Nam. 

## Géographie
La superficie du district est de 14,5 km2. 